# Cadaqués
Cadaqués (phát âm tiếng Catalunya: [kəðəˈkes]) thị trấn tại comarca Alt Empordà, trong tỉnh Girona, Catalunya, Tây Ban Nha. Cadaqués nằm cạnh một vịnh giữa bán đảo Cap de Creus, gần mũi Cap de Creus, trên vùng Costa Brava có khí hậu Địa Trung Hải. Thị trấn cách Barcelona chừng hai giờ rưỡi lái xe, và là một điểm thu hút du khách. Năm 2002, Cadaqués có dân số chính thức là 2.612 người, nhưng số người gấp 10 lần như vậy sống tại đây vào đỉnh điểm của mùa du lịch hè.